# Hyphydrus aequatorialis
Hyphydrus aequatorialis is een keversoort uit de familie waterroofkevers (Dytiscidae). De wetenschappelijke naam van de soort is voor het eerst geldig gepubliceerd in 1983 door Biström.